# Jean-Louis Bricout
Pour les articles homonymes, voir Bricout.
Jean-Louis Bricout, né le 27 décembre 1957 à Busigny (Nord), est un homme politique français.
Il était membre du Parti socialiste et a été collaborateur parlementaire de son prédécesseur.

## Biographie
Jean-Louis Bricout est né le 27 décembre 1957 à Busigny dans le Nord dans une famille d'ouvrier. Après avoir effectué des études supérieures à Saint-Quentin, il s'engagea chez France Telecom. En 2001, il est élu conseiller municipal de Bohain-en-Vermandois où il est nommé adjoint chargé des animations et des associations. En 2006, il décide de quitter France Telecom pour devenir l'assistant parlementaire de Jean-Pierre Balligand, député de la 3e circonscription de l'Aisne. À la suite des élections municipales de 2008, il devient maire de Bohain-en-Vermandois. En 2010, il prit aussi les fonctions de conseiller régional de Picardie.
Le député sortant, Jean-Pierre Balligand, annonce le 15 décembre 2011 qu'il ne sollicitera pas un nouveau mandat de député de la 3e circonscription. Celui-ci déclare sa candidature pour sa succession le 2 janvier 2012. Au sein de la presse locale, on parla d'un autre candidat possible à cette succession, celle de Jean-Jacques Thomas, conseiller général et maire d'Hirson d'où un duel possible avant d'effectuer un choix parmi ces deux candidats mais le maire d'Hirson déclare le 14 janvier 2012 qu'il ne sera pas candidat. Le PS le choisit donc et il lança sa campagne le 10 février.
En mai, il présente son suppléant qui est Michel Lefèvre, conseiller général du canton de Sains-Richaumont et maire de Rougeries mais Michel Lefèvre meurt d'un accident de la route le 1er juin, à peine plus d'une semaine avant le premier tour. En conséquence, conformément au code électoral, Jean-Louis Bricout qu'il supplée a dû notifier au préfet un nouveau suppléant le 6 juin. Celui-ci est désormais Thierry Thomas, maire de Boué et conseiller général du canton du Nouvion-en-Thiérache.
Au soir du premier tour des élections législatives, il recueille 41,10 % des voix face à Frédéric Meura, candidat de l'UMP, avec 32,04 % des voix et face à Bertrand Dutheil de La Rochère, candidat du FN, avec 16,30 % des voix. Le candidat FN ne pouvant pas se maintenir au deuxième tour, Jean-Louis Bricout remporte ces élections législatives, avec 54,30 % face à Frédéric Meura avec 45,70 % des voix. 
Le 20 juin 2012, il devient député de la 3e circonscription de l'Aisne mais il renonce à son mandat de conseiller régional selon la loi du cumul des mandats.
Le 23 mars 2014, il est réélu maire de Bohain-en-Vermandois dès le premier tour avec 63,60 % des voix face à Sylvie Roy (DVG), adjointe sortante et Ludovic Bersilllon (DVD), jeune candidat âgé de 21 ans.
Le 18 juin 2017, il est réélu député de l'Aisne dans la 3e circonscription avec 60,45 % face au candidat Front national Paul-Henry Hansen-Catta avec 39,55 %. En raison de la loi sur le non-cumul des mandats, il démissionne de son poste de maire de Bohain-en-Vermandois et Yann Rojo lui succède le 26 juin 2017. Resté conseiller municipal de sa ville, il annonce sa démission de celui-ci le 16 octobre 2017.
En mai 2022, il est investi par la Nouvelle Union populaire écologique et sociale dans la 3e circonscription de l'Aisne. La République en Marche n'investit pas de candidat face à lui. Rejetant l'alliance du Parti socialiste avec La France Insoumise, il refuse de rejoindre le groupe socialiste à l'Assemblée nationale et siège comme non-inscrit. Le 14 septembre 2022 il rejoint le Groupe Libertés, indépendants, outre-mer et territoires avec trois autres collègues. 
Après une année de mandature, ses votes correspondent à 71 % à ceux du groupe LREM.
Lors des élections législatives de 2024, il est battu dès le premier tour dans la 3e de l'Aisne avec 37,6 % face au candidat Rassemblement national Eddy Casterman ayant obtenu 57,6 % des voix.

## Décoration
- Chevalier de l'ordre national du Mérite (nomination du 15 mai 2025)[13].

## Mandats électifs

### Bohain-en-Vermandois
- 18/03/2001 - 16/03/2008 : adjoint au maire de Bohain-en-Vermandois
- 17/03/2008 - 21/06/2017 : maire de Bohain-en-Vermandois
- 21/06/2017- 16/10/2017 : conseiller municipal de Bohain-en-Vermandois

### Conseil régional de Picardie
- 22/03/2010 - 30/06/2012 : conseiller régional

### Troisième circonscription de l'Aisne
- 20 juin 2012 - 9 juin 2024 : Député de la 3e circonscription de l'Aisne